# Tassullo
Tassullo település Olaszországban, Trento megyében.  Tassullo Cles, Sanzeno, Taio, Nanno és Tuenno községekkel határos.

## Népesség
A település népességének változása: